# Géra (dème)
Le dème de Géra, en grec moderne : Δήμος Γέρας, est un ancien dème de l'île de Lesbos, en Grèce. Il a existé entre 1999 et 2010. Depuis la réforme du gouvernement local de 2019, il fait partie du dème de Mytilène, dont il est devenu une unité municipale.
Il est situé sur le côté sud de l'île et à environ 25 km de Mytilène. Son nom fait référence à la baie homonyme dans laquelle il est situé. Le siège du dème était le village de Pappádos (el). Selon le recensement de 2011, le district municipal avait alors un total de 6 101 habitants.